# 성요셉여자고등학교
성요셉여자고등학교(聖요셉女子高等學校)는 전라남도 강진군 강진읍 평동리에 있었던 사립 고등학교이다.

## 학교 연혁
- 1962년 3월 4일 : 재단이사장 현대주교 취임, 초대교장 토마스아퀴나스 수녀 취임
- 1962년 11월 28일 : 성요셉금릉여자가정고등학교 인가(가정과 6학급)
- 1973년 12월 24일 : 성요셉여자종합고등학교로 변경
- 2000년 3월 2일 : 성요셉여자고등학교로 개명
- 2005년 3월 1일 : 제4대 교장 노헤레나 수녀 취임(보통과 9학급, 인터넷정보과 6학급, 정보처리과 3학급)
- 2009년 8월 10일 : 학칙변경 인가 (보통과 13학급, 인터넷정보과3학급. 정보처리과2학급)
- 2014년 2월 7일 : 제50회 졸업식, 148명 졸업(총 10,550명)
- 2016년 1월 20일 : 제52회 졸업식, 83명 졸업(총 10,750명)
- 2016년 2월 29일 : 54년만에 폐교[1]

## 폐교 이후
폐교 이후, 성요셉여자고등학교 부지는 강진고등학교가 2017년까지 교사 리모델링을 하는 동안 일시적으로 사용하였고, 이후 다문화 가정을 위한 대안학교인 성요셉상호문화고등학교가 2018년에 개교하였다.

## 참고 자료
- 성요셉여자고등학교 - 한국교육학술정보원 학교알리미